# Calcagnini (famiglia)

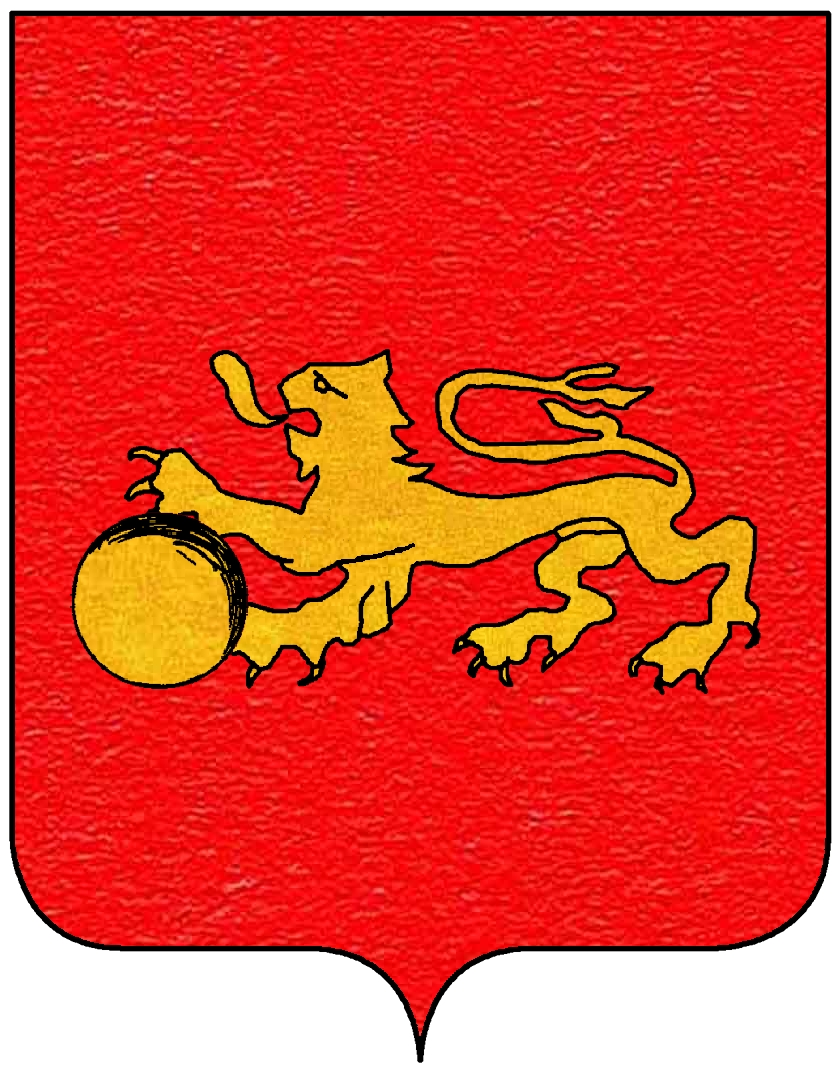
Stemma Calcagnini

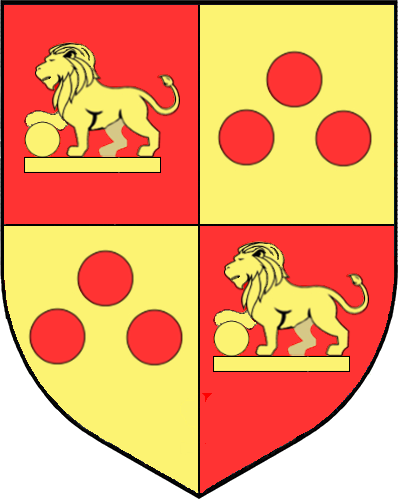
Stemma Calcagnini di Fusignano

Calcagnini (Calcagnini Estensi), nobile famiglia di Ferrara, di origine tedesca, trapiantata inizialmente a Rovigo nel XIV secolo. Ricoprirono numerosi incarichi per la famiglia D'Este.
Feudatari di Fusignano, Formigine, Maranello Corlo e Corletto (MO).

## Storia
Fondatore della famiglia fu Nicola, morto nel 1427. Fu proprietaria di vari feudi nel Modenese e in Romagna e ottenne i titoli di conte palatino nel 1469 da Federico III d'Asburgo e di marchese nel 1605. Furono importanti collezionisti di opere d'arte.
Nel 1598 il Ducato di Ferrara cessò di esistere per la mancanza di eredi maschi di Alfonso II d'Este. A Cesare d'Este invece fu riconosciuto il dominio sul Ducato di Modena e Reggio. Da quel momento i possedimenti dei Calcagnini risultarono divisi tra i due stati: da una parte Fusignano; dall'altra Maranello e Cavriago.
Nel 1634 Mario, dopo essere scampato a un attentato ordito dalla famiglia rivale dei Corelli, decise di lasciare Fusignano e si trasferì nei possedimenti del Modenese. Lasciò la cittadina romagnola ai cugini Borso II e Francesco II.
Francesco IV era marchese di Fusignano quando, nel 1796 i francesi di Napoleone invasero lo Stato Pontificio. Perse il titolo feudale e morì da privato cittadino nel 1801. Con lui si estinse il ramo fusignanese della famiglia, cui subentrò nel possesso dei beni quello modenese.
Conti di Fusignano
- Teofilo I 1467-1488
- Alfonso I 1488-1510
- Tommaso I 1510-1519
- Alfonso II 1519-1561

Marchesi di Fusignano
- Guido 1561-1610
- Cesare I 1610-1630
- Mario 1630-1634
- Francesco II 1634-1665
- Cesare II 1665-1672
- Francesco III 1672-1701
- Cesare III 1701-1731
- Francesco IV 1731-1796

## Esponenti illustri
- Francesco Calcagnini (?-1475), uomo d'armi al servizio dei Gonzaga, marchesi di Mantova
- Teofilo Calcagnini (1441-1488), condottiero
- Calcagnino Calcagnini (1453-dopo 1494), diplomatico, figlio di Francesco
- Alfonso Calcagnini (?-1519), condottiero, sposò Laura d'Este, figlia di Rinaldo di Niccolò III d'Este, permettendo di aggiungere al cognome quello Estense
- Borso Calcagnini (?-1525), uomo d'armi
- Celio Calcagnini (1479-1541), umanista e scienziato
- Tommaso Calcagnini (XVI secolo), letterato, sposò Costanza Rangoni
- Teofilo Calcagnini (?-1560), diplomatico
- Guido Calcagnini (?-1610), diplomatico
- Carlo Leopoldo Calcagnini (1679-1746), cardinale
- Nicola Maria Calcagnini (1703-1786), del ramo di Gaeta, vescovo di Cittaducale
- Anna Maria Calcagnini (1700-post 1770), del ramo di Gaeta, sorella di Nicola Maria; mantenne una corrispondenza con San Paolo della Croce
- Bonaventura Calcagnini (1717-1797), del ramo di Gaeta, nipote di Nicola Maria e gemello di Giovanni, vescovo di Atri e Penne
- Giovanni Calcagnini (1717-1775), del ramo di Gaeta, nipote di Nicola Maria e gemello di Bonaventura, vescovo di Fondi
- Guido Calcagnini (1725-1807), cardinale
- Vincenzo Calcagnini (1820-?), del ramo di Gaeta, vice-console a Gaeta del Regno di Sardegna

## Rami della famiglia
- Calcagnini di Sicilia
- Calcagnini di Cesena
- Calcagnini di Firenze
- Calcagnini di Maranello
- Calcagnini di Fusignano
- Calcagnini di Gaeta
- Gentili-Calcagnini